# Nzérékoré (prefectura de Guinea)
Nzérékoré es una prefectura de la región de Nzérékoré de Guinea, con una población censada en marzo de 2014 de 396 949 habitantes. Está formada por las siguientes subprefecturas, que igualmente se muestran con población censada en marzo de 2014:
- Bounouma 21,988
- Gouécké 19,177
- Kobéla 15,198
- Koropara 19,035
- Koulé 18,922
- Nzérékoré 195,330
- Palé 10,125
- Samoé 37,543
- Soulouta 21,789
- Womey 12,828
- Yalenzou 25,014[1]